# 다이메틸설포니오프로피오네이트
다이메틸설포니오프로피오네이트(영어: dimethylsulfoniopropionate, DMSP)는 화학식이 (CH3)2S+CH2CH2COO−인 유기 황 화합물이다. 이 양쪽성 이온 대사산물은 해양 식물성 플랑크톤, 바닷말, 일부 육상 및 수생 관다발 식물에서 발견된다. 이는 삼투물질로 기능할 뿐만 아니라 여러 다른 생리적, 환경적 역할도 수행하는 것이 확인되었다. 다이메틸설포니오프로피오네이트는 해양 홍조류인 폴리시포니아 라노사(Polysiphonia lanosa)에서 처음으로 확인되었다.

## 생합성
고등식물에서 다이메틸설포니오프로피오네이트는 S-메틸메티오닌으로부터 생합성된다. 이 전환 과정에서 두 가지 중간생성물은 다이메틸설포늄프로필아민과 다이메틸설포늄프로피온알데하이드이다. 그러나 조류에서 생합성은 메티오닌의 아미노기가 수산화물로 대체되면서 시작된다.

## 같이 보기
- 유기 황 화합물
- S-메틸메티오닌
- 다이메틸 설파이드

## 더 읽을거리
- Kenji Nakajima (2015). 〈Amelioration Effect of a Tertiary Sulfonium Compound, Dimethylsulfoniopropionate〉.   S.-K. Kim. 《Handbook of Anticancer Drugs from Marine Origin》. Springer. 205–238쪽. doi:10.1007/978-3-319-07145-9_11. ISBN 978-3-319-07144-2.